# Otets Kirilovo
Otets Kirilovo (bulgariska: Отец Кирилово) är ett distrikt i Bulgarien.   Det ligger i kommunen Obsjtina Brezovo och regionen Plovdiv, i den centrala delen av landet, 140 km öster om huvudstaden Sofia.
Trakten runt Otets Kirilovo består till största delen av jordbruksmark. Runt Otets Kirilovo är det ganska tätbefolkat, med 104 invånare per kvadratkilometer.